# Sergej Lavrov
Sergej Viktorovitj Lavrov (russisk: Серге́й Ви́кторович Лавро́в, født 21. marts 1950) har været Ruslands udenrigsminister siden 2004. Inden han blev udenrigsminister, har Lavrov været sovjetisk diplomat og Ruslands ambassadør i FN fra 1994 til 2004. Han er desuden permanent medlem af det russiske sikkerhedsråd. Lavrov taler russisk, engelsk, fransk, dhivehi og sinhalesisk.

## Familie og fritidsinteresser
Lavrov blev født i Moskva. Han har en russisk mor fra Georgien og en armensk far. Lavrov er gift og har en datter ved navn Jekaterina. Lavrov har forskellige hobbier; han spiller guitar og skriver sange og digte. Herudover dyrker Lavrov regelmæssigt sport som rafting og er kæderyger.

## Uddannelse
Lavrov afsluttede den sovjetiske folkeskole med en sølvmedalje fra skole no. 607 i Moskva, hvor han havde udvidet undervisning i det engelske sprog. Han blev senere uddannet fra det nu russiske universitet MGIMO i 1972.

## Karriere
- 1972-1976 – Sovjetisk diplomat i Sri Lanka.
- 1976-1981 – 2. sekretær for det sovjetiske udenrigsministerium i afdelingen for internationale økonomiske organisationer.
- 1981-1988 – 1. sekretær, rådgiver og seniorrådgiver for Sovjetunionen i FN.
- 1988-1992 – Fuldmægtig i det sovjetiske udenrigsministerium i afdelingen for internationale økonomiske organisationer
- 1992 – Viceudenrigsminister for Rusland.
- 1994-2004 – Ambassadør for Rusland i FN.
- 2004-nu – Udenrigsminister for Rusland.

Lavrov var medlem af det sovjetiske kommunistparti indtil 1991.